# Agapostemon columbi
Agapostemon columbi är en biart som beskrevs av Roberts 1972. Agapostemon columbi ingår i släktet Agapostemon och familjen vägbin. Inga underarter finns listade i Catalogue of Life.